# Liste der Nummer-eins-Hits in der Schweiz (1972)
Dies ist eine Liste der Nummer-eins-Hits in der Schweiz im Jahr 1972. Sie basiert auf den Top 10 Singles der offiziellen Schweizer Hitparade. Es gab in diesem Jahr elf Nummer-eins-Singles.

## Singles
| ← 1971 ← | Liste der Nummer-eins-Hits in der Schweiz | Liste der Nummer-eins-Hits in der Schweiz | Liste der Nummer-eins-Hits in der Schweiz                                              | 1973 →                    |
| \| Zeitraum \| Wo. ges. \| Interpret \| Titel Autor(en) \| Zusätzliche Informationen \| \| (Zeitraum, Wochen auf Platz eins, Interpret, Titel, Autor[en], zusätzliche Informationen) \| \| \| \| \| \| ----------------------------------------------------------------------------------------- \| -------- \| ------------------------- \| -------------------------------------------------------------------------------------- \| ------------------------- \| \| 21. Dezember 1971 – 10. Januar 1972 3 Wochen \| 3 \| Mireille Mathieu \| Akropolis adieu Musik: Christian Bruhn; Text: Georg Buschor \| – \| \| 11. Januar 1971 – 31. Januar 1972 3 Wochen \| 3 \| Middle of the Road \| Soley Soley José Fernando Arbex Miró \| – \| \| 1. Februar 1972 – 7. Februar 1972 1 Woche \| 1 \| Springwater \| I Will Return Phil Cordell \| – \| \| 8. Februar 1972 – 20. März 1972 6 Wochen \| 6 \| Middle of the Road \| Sacramento Musik: Mario Capuano, Giosafatte Capuano; Text: Harold Stott, Rubirosa \| – \| \| 21. März 1972 – 24. April 1972 5 Wochen \| 5 \| Mouth & MacNeal \| How Do You Do Musik: Hans Christian van Hemert; Text: Henricus M. van Hoof \| – \| \| 25. April 1972 – 12. Juni 1972 7 Wochen \| 7 \| Vicky Leandros \| Après toi Musik: Klaus Munro, Mario Panas; Text: Klaus Munro, Mario Panas, Yves Dessca \| – \| \| 13. Juni 1972 – 17. Juli 1972 5 Wochen \| 5 \| The Cats \| One Way Wind Arnoldus D. Mühren \| – \| \| 18. Juli 1972 – 21. August 1972 5 Wochen \| 5 \| Neil Diamond \| Song Sung Blue Neil Diamond \| – \| \| 22. August 1972 – 30. Oktober 1972 10 Wochen \| 10 \| Hot Butter \| Popcorn Gershon Kingsley \| – \| \| 31. Oktober 1972 – 20. November 1972 3 Wochen \| 3 \| Hawkwind \| Silver Machine Robert Calvert, Dave Brock \| – \| \| 21. November 1972 – 22. Januar 1973 9 Wochen \| 9 \| The Les Humphries Singers \| Mexico Les Humphries, Jimmy Driftwood \| – \| |                                           |                                           |                                                                                        |                           |
| ← 1971 |                                           |                                           |                                                                                        | → 1973 →                  |
| Zeitraum | Wo. ges.                                  | Interpret                                 | Titel Autor(en)                                                                        | Zusätzliche Informationen |
| (Zeitraum, Wochen auf Platz eins, Interpret, Titel, Autor[en], zusätzliche Informationen) |                                           |                                           |                                                                                        |                           |
| 21. Dezember 1971 – 10. Januar 1972 3 Wochen | 3                                         | Mireille Mathieu                          | Akropolis adieu Musik: Christian Bruhn; Text: Georg Buschor                            | –                         |
| 11. Januar 1971 – 31. Januar 1972 3 Wochen | 3                                         | Middle of the Road                        | Soley Soley José Fernando Arbex Miró                                                   | –                         |
| 1. Februar 1972 – 7. Februar 1972 1 Woche | 1                                         | Springwater                               | I Will Return Phil Cordell                                                             | –                         |
| 8. Februar 1972 – 20. März 1972 6 Wochen | 6                                         | Middle of the Road                        | Sacramento Musik: Mario Capuano, Giosafatte Capuano; Text: Harold Stott, Rubirosa      | –                         |
| 21. März 1972 – 24. April 1972 5 Wochen | 5                                         | Mouth & MacNeal                           | How Do You Do Musik: Hans Christian van Hemert; Text: Henricus M. van Hoof             | –                         |
| 25. April 1972 – 12. Juni 1972 7 Wochen | 7                                         | Vicky Leandros                            | Après toi Musik: Klaus Munro, Mario Panas; Text: Klaus Munro, Mario Panas, Yves Dessca | –                         |
| 13. Juni 1972 – 17. Juli 1972 5 Wochen | 5                                         | The Cats                                  | One Way Wind Arnoldus D. Mühren                                                        | –                         |
| 18. Juli 1972 – 21. August 1972 5 Wochen | 5                                         | Neil Diamond                              | Song Sung Blue Neil Diamond                                                            | –                         |
| 22. August 1972 – 30. Oktober 1972 10 Wochen | 10                                        | Hot Butter                                | Popcorn Gershon Kingsley                                                               | –                         |
| 31. Oktober 1972 – 20. November 1972 3 Wochen | 3                                         | Hawkwind                                  | Silver Machine Robert Calvert, Dave Brock                                              | –                         |
| 21. November 1972 – 22. Januar 1973 9 Wochen | 9                                         | The Les Humphries Singers                 | Mexico Les Humphries, Jimmy Driftwood                                                  | –                         |

## Jahreshitparade
| ← 1971 ← | Liste der Nummer-eins-Hits in der Schweiz                                                                 | Liste der Nummer-eins-Hits in der Schweiz | Liste der Nummer-eins-Hits in der Schweiz | 1973 →   |
| \| Position# \| Singles \| \| --------- \| --------------------------------------------------------------------------------------------------------- \| \| 1 \| Popcorn Hot Butter Gershon Kingsley \| \| 2 \| Sacramento Middle of the Road Musik: Mario Capuano, Giosafatte Capuano; Text: Harold Stott, Rubirosa \| \| 3 \| One Way Wind The Cats Arnoldus D. Mühren \| \| 4 \| Après toi Vicky Leandros Musik: Klaus Munro, Mario Panas; Text: Klaus Munro, Mario Panas, Yves Dessca \| \| 5 \| How Do You Do Mouth & MacNeal Musik: Hans Christian van Hemert; Text: Henricus M. van Hoof \| \| 6 \| Hello-a Mouth & MacNeal Hans Christian van Hemert \| \| 7 \| Song Sung Blue Neil Diamond \| \| 8 \| Silver Machine Hawkwind Robert Calvert, Dave Brock \| \| 9 \| I Will Return Springwater Phil Cordell \| \| 10 \| Am Tag, als Conny Kramer starb Juliane Werding Jaime Robbie Robertson; deutscher Text: Hans-Ulrich Weigel \| | |                                           |                                           |          |
| ← 1971 | |                                           |                                           | → 1973 → |
| Position# | Singles                                                                                                   |                                           |                                           |          |
| 1 | Popcorn Hot Butter Gershon Kingsley                                                                       |                                           |                                           |          |
| 2 | Sacramento Middle of the Road Musik: Mario Capuano, Giosafatte Capuano; Text: Harold Stott, Rubirosa      |                                           |                                           |          |
| 3 | One Way Wind The Cats Arnoldus D. Mühren                                                                  |                                           |                                           |          |
| 4 | Après toi Vicky Leandros Musik: Klaus Munro, Mario Panas; Text: Klaus Munro, Mario Panas, Yves Dessca     |                                           |                                           |          |
| 5 | How Do You Do Mouth & MacNeal Musik: Hans Christian van Hemert; Text: Henricus M. van Hoof                |                                           |                                           |          |
| 6 | Hello-a Mouth & MacNeal Hans Christian van Hemert                                                         |                                           |                                           |          |
| 7 | Song Sung Blue Neil Diamond                                                                               |                                           |                                           |          |
| 8 | Silver Machine Hawkwind Robert Calvert, Dave Brock                                                        |                                           |                                           |          |
| 9 | I Will Return Springwater Phil Cordell                                                                    |                                           |                                           |          |
| 10 | Am Tag, als Conny Kramer starb Juliane Werding Jaime Robbie Robertson; deutscher Text: Hans-Ulrich Weigel |                                           |                                           |          |